# Parco del Castello di Fontainebleau
Il parco del Castello di Fontainebleau si estende per 115 ettari. Quello esistente ai tempi di Francesco I ci è noto grazie ai disegni di Du Cerceau e alle sue tavole incise nella sua opera "... des plus excellents bastiments de France". Si trova a Fontainebleau nella regione dell'Île-de-France.

## Giardino di Diana
Il giardino di Diana, a nord del castello, fu realizzato per ordine di Caterina de' Medici su uno spazio già allestito da Francesco I ed era conosciuto all'epoca come il "Giardino della Regina". Realizzato nello stile del giardino alla francese, fu riorganizzato da Enrico IV e diviso a nord da un'aranciera. Venne nuovamente riorganizzato da Luigi XIV. Nel XIX secolo, sotto Napoleone Bonaparte e poi Luigi Filippo, fu trasformato in un giardino all'inglese e l'aranciera eliminata. 

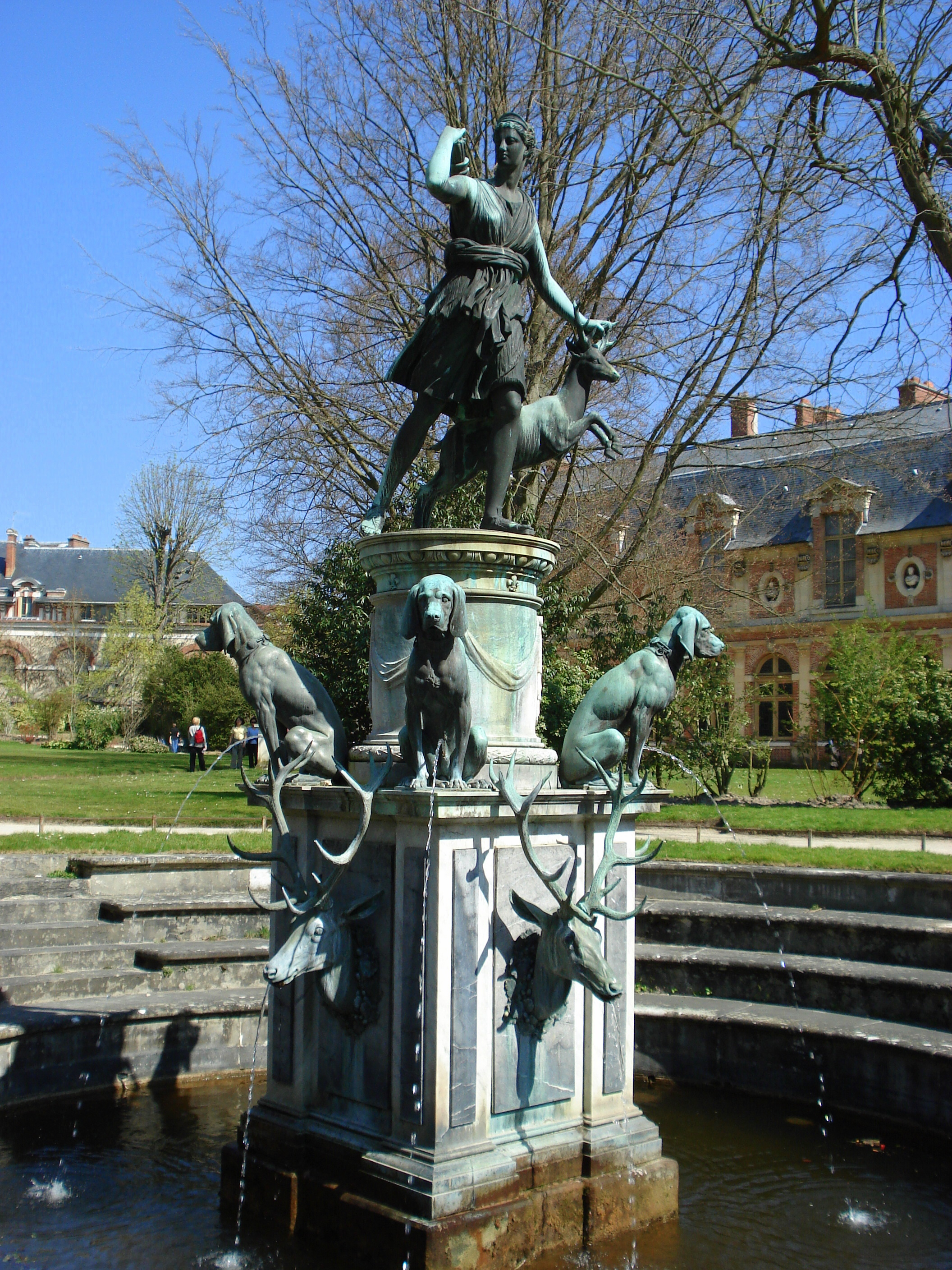
Jean-Balthazar Keller: La Diane à la biche (1684) e Pierre Biard l'Aîné: Têtes de cerfs e Chiens limiers assis (1603) ornano la fontana del giardino di Diana

Diede il nome al giardino la fontana di Diana, posta al suo centro, fatta costruire, nel maggio 1603, da Enrico IV che incaricò l'ingegnere Tommaso Francini. L'anno precedente, il re aveva fatto rimuovere dal giardino, per motivi di conservazione, la preziosa statua antica di marmo bianco ora esposta al Louvre e conosciuta con il nome di Diana di Versailles. Il aveva ordinato la costruzione di un laboratorio di restauro nel febbraio 1602. tra il soprintendente ai monumenti Jean de Fourcy e lo scultore Barthélemy Prieur al quale aveva ordinato un primo bozzetto della Diana per sostituire la statua di marmo tolta dal giardino di Fontainebleau. Nell'aprile del 1603, Pierre Biard il Vecchio, architetto e scultore del re, era stato incaricato dell'esecuzione delle quattro teste di cervo e i quattro segugi seduti, in bronzo, destinati ad adornare il piedistallo. Posto al centro di una vasca circolare a gradini, questo piedistallo di forma cubica, rivestito di marmo bianco e nero, era sormontato da un tamburo di pietra per accogliere la statua. Quando, per ordine del Direttorio, tutti i bronzi e i marmi furono requisiti e trasferiti nel futuro  museo del Palazzo del Louvre, la Fontana di Diana fu spogliata della parte inferiore del piedistallo in marmo e dei suoi bronzi.  Napoleone la fece restaurare parzialmente nel 1813, ma solo la parte superiore (rotonda) del piedistallo. Fu allora che si commise l'errore di portare dal Castello di Marly la "Diane à la doe", fusa dai fratelli Keller nel 1684. Si prese coscienza di questa confusione solo nel 1877, quando il bronzo originale di Barthélemy Prieur "firmato e datato B.-P. 1602" fu scoperto casualmente e identificato al castello di Malmaison. Venne unito ai bronzi di Pierre Briard, ancora conservati al Louvre, e restituito a Fontainebleau, dopo essere stato restaurato, e destinato alla  Galerie des Cerfs. Nel 1964, la fontana riebbe il suo piedistallo quadrato con i suoi cani seduti e le teste di cervo in bronzo, riportata alle sue condizioni dell'inizio del XVII secolo e sormontata dalla "Diana con la cerva" dei fratelli Keller, accanto a quella di Barthélemy Prieur. La fontana di Diana si presenta oggi come la l'avevano progettato i fratelli Francini.
I giardini sono delimitati, a est, dall'ala della Galerie des Cerfs in mattoni e pietra e dal Jeu de Paume a ovest.

## Giardino inglese
Abbandonato dopo la Rivoluzione, lo spazio ricoperto oggi dal giardino inglese, venne ricreato nel 1812 dall'architetto Maximilien Joseph Hurtault secondo il volere di Napoleone. Tuttavia, i luoghi erano stati organizzati durante il regno di Francesco I, che aveva eretto un "giardino dei pini". Questo giardino, noto dalle commissioni di Du Cerceau come il "giardino Clos de l'Étang", era situato sul sito dell'ex recinto dei monaci trinitari. Una commessa, data nel 1538 a Claude de Creil, prevedeva diversi lavori: la crescita di un piccolo orto coltivato, la piantumazione di viti, salici e la semina di pini. Già nel 1535 due giardinieri di Marrac, vicino a Bayonne, avevano portato specie di pini marittimi. Il re lo fece abbellire poi con due edifici: il padiglione di Pomona (padiglione di riposo costruito nel 1530 all'angolo nord-ovest, decorato con due affreschi della storia di Vertumno e Pomona, che fu distrutta nel 1566) e l'attuale grotta del Giardino dei Pini. Anche dopo la scomparsa di questi alberi, il nome rimase, e Enrico IV vi fece piantare il primo platano, una specie rara all'epoca. Oggi più numerosi, i  platani si affiancano a diversi  cipressi calvi.
Oggi il giardino è costituito da boschetti e da un fiume artificiale. Le specie attualmente presenti nel giardino sono costituite in particolare da abete rosso, cipresso calvo, tulipani della Virginia e Sophoras dal Giappone, le più antiche delle quali risalgono al Secondo Impero.. Il giardino è adornato con diverse sculture all'aperto, tra cui due copie in bronzo del XVII secolo: il  Gladiatore Borghese  e il  Gladiatore morente , oltre a un'opera di Joseph-Charles Martin: "Télémaque assis dans l'île d'Oygie".

### Grotta del giardino dei Pini
Questa grotta, situata al piano terra del padiglione sud-ovest della Cour du Cheval Blanc e caratteristica del gusto per i ninfei nel XVI secolo, presenta archi a borchie rustiche sorrette da Atlantidi che si presentano sotto forma di mostruosi satiri che si aprono su un interno decorato da affreschi (animali in rilievo, ciottoli, conchiglie e altro. L'architettura, dovuta a Serlio o a Primatice (opinioni divergenti) con una certa influenza di Giulio Romano, fut très vraisemblablement réalisée en 1545, mentre la decorazione interna fu terminata solo sotto Enrico II. Grazie a due disegni preparatori conservati al Louvre, sappiamo che Primatice fu l'ideatore dei vani affrescati. La Grotta dei Pini è stata oggetto di importanti restauri, nel 1984-1986 e poi nel 2007, che hanno consentito di ripristinare la composizione iniziale della decorazione della volta e di ricollocare il terreno al livello precedente.

### Fontana Bliaud
Situato al centro del giardino, nella cavità di un boschetto, la fontana Bliaud o Blaut, chiamata Belle-Eau dal XVI secolo e che ha dato il nome al castello, sfocia in una piccola vasca quadrata con i lati tagliati.

## Stagno delle Carpe

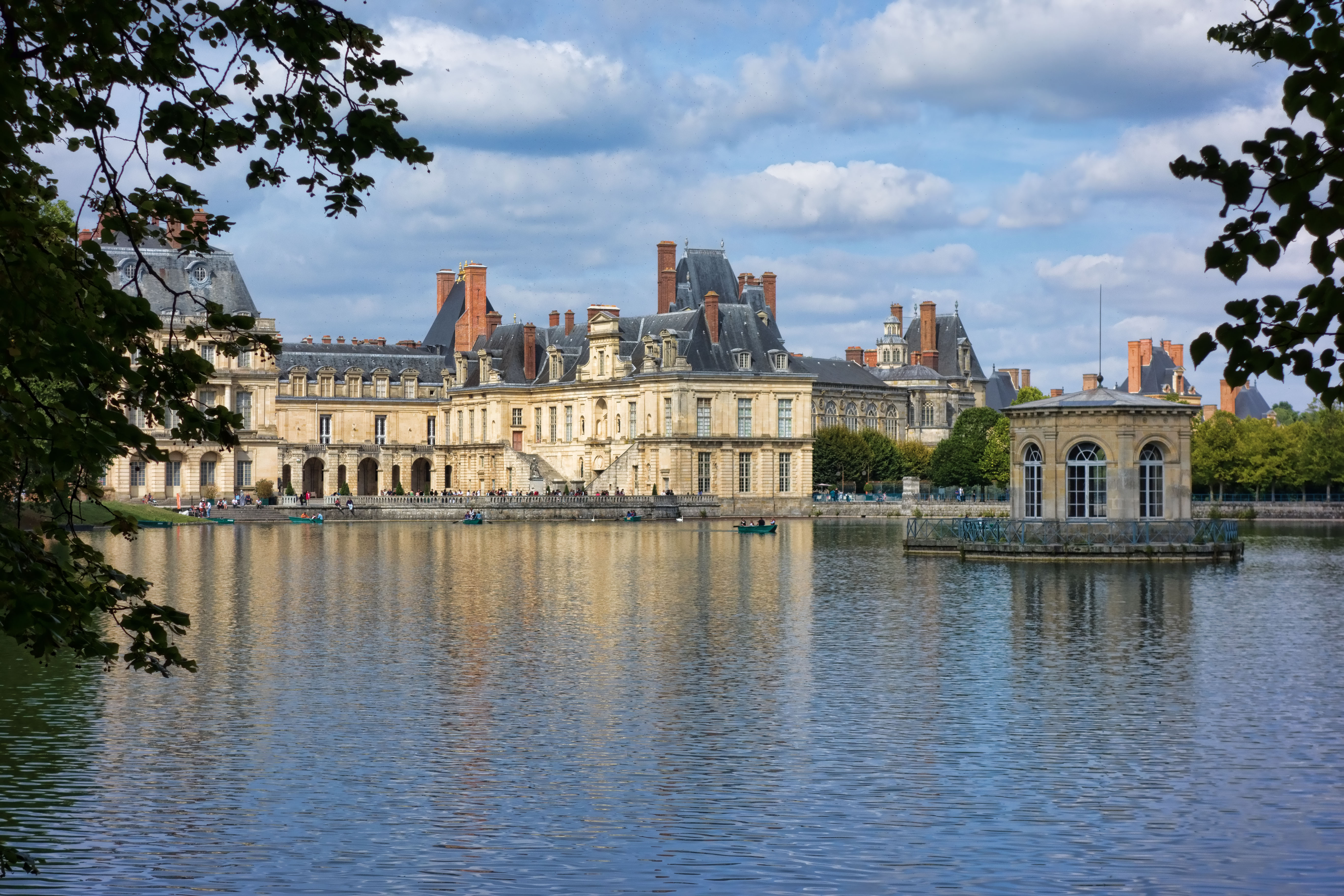
Lo stagno delle Carpee il suo padiglione

Al centro di un vasto stagno popolato da carpe, di cui i primi esemplari, una sessantina, furono offerti a Enrico IV da  Carlo di Lorena, si eleva il padiglione dell'Étang, un rifugio ornamentale ottagonale con un tetto basso, sobriamente decorato, costruito sotto Enrico IV, ricostruito sotto Luigi XIV, nel 1662, e restaurato da Napoleone Bonaparte. Alla fine divenne un luogo di feste nautiche sotto il regno di Napoleone III e dell'Imperatrice Eugenia. Sette degli otto lati del padiglione sono finestrati, dando un punto di accesso alla parete nord e quindi si affacciano sul cortile della fontana.
Un documento della fine del XVII secolo attesta la presenza di un giardino dell' l'Étang su parte dell'attuale specchio d'acqua, il cui accesso era possibile dalla Cour de la Fontaine.

## Parterre

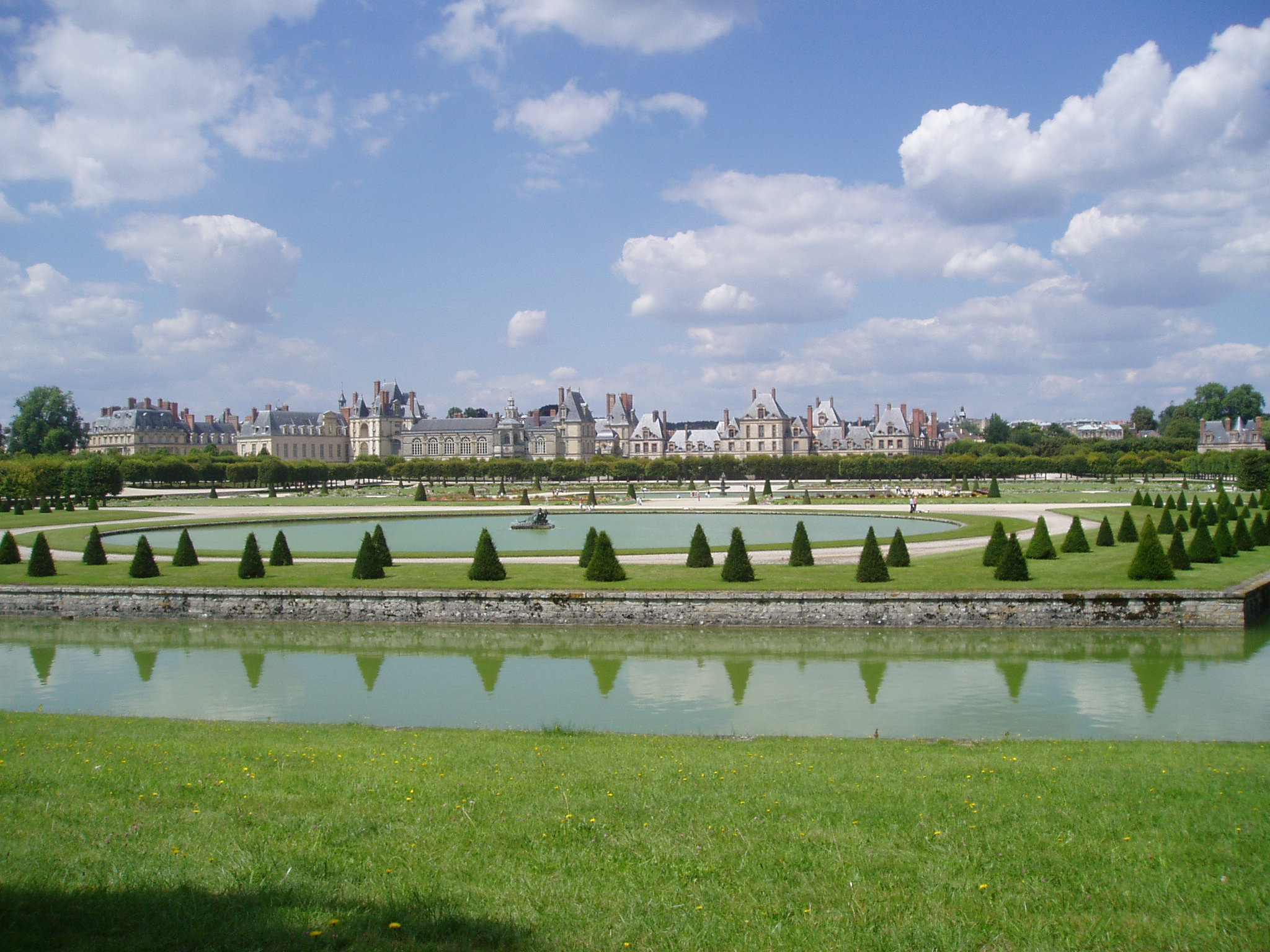
Il Parterre con il castello di Fontainebleau sullo sfondo

Il Parterre o Grand jardin, o  ancora Jardin du roi venne creato da Francesco I e rifatto da Enrico IV poi modificato da André Le Nôtre. I bacini del Tevere e di Romolo prendono il nome da un gruppo scultoreo che li adornò successivamente nel XVI-XVII secolo. Fuso durante la Rivoluzione, il Tevere, venne ricostruito dall'originale conservato al Louvre e ora ha riacquistato il suo posto. Il bacino centrale, nel 1817, venne decorato con un bacino che seguiva una fontana a forma di roccia nota come "pentola bollente" che esisteva in questo luogo nel XVII secolo. Racchiuso da mura, tra il 1528 e il 1533, Serlio aveva immaginato un padiglione del piacere per questo giardino. Realizzato tra il 1660 e il 1664, aveva dei decori che formavano le figure del re Luigi XIV e della regina madre Anna d'Austria, scomparsa nel XVIII secolo. Le terrazze erano piantumate con tigli sotto Napoleone Bonaparte.
Il bacino delle cascate è stato realizzato, nel 1661-1662, all'estremità del Parterre, ma a partire dal XVIII secolo, presentava solo una vasca con nicchie decorate in marmo. La vasca è decorata al centro, dal 1866, con un'"Aquila che difende la sua preda" in bronzo, opera di Caino (fusa da Vittoz).

## Il parco
Il parco, di circa 80 ettari, venne creato sotto Enrico IV, che fece creare il Grand canal, lungo 1,2 km, tra il 1606 e il 1609, e fece piantumare diverse esenze di piante, particolarmente abeti, olmi e alberi da frutto. Precedentemente, nel 1530, Francesco I aveva creato la Treille du Roi lungo il canale dove veniva coltivato, sulla parete sud del muro, il chasselas d'or de Fontainebleau. Il canale, quasi sessant'anni prima di quello di Versailles, divenne rapidamente un luogo di attrazione. Poteva essere percorso in barca e Luigi XIII navigava, su una galea. Veniva rifornito da diversi acquedotti realizzati nel XVI secolo.